# Văieni, Gorj
Văieni este un sat în comuna Padeș din județul Gorj, Oltenia, România.

## Vezi și
- Biserica de lemn din Văieni

 Acest articol despre o localitate din județul Gorj este deocamdată un ciot. Puteți ajuta Wikipedia prin completarea lui.